# Ornithogalum isauricum
Ornithogalum isauricum là một loài thực vật có hoa trong họ Măng tây. Loài này được O.D.Düsen & Sümbül mô tả khoa học đầu tiên năm 2003.